# Borkowice (Mazovie)
Pour les articles homonymes, voir Borkowice.
Borkowice (prononciation : [bɔrkɔˈvit͡sɛ]) est un village polonais de la gmina de Borkowice dans le powiat de Przysucha de la voïvodie de Mazovie dans le centre-est de la Pologne.
Le village est le siège administratif (chef-lieu) de la gmina appelée gmina de Borkowice.
Il se situe à environ 7 kilomètres au sud-est de Przysucha (siège du powiat) et à 103 kilomètres au sud de Varsovie (capitale de la Pologne).
Le village compte approximativement une population de 658 habitants en 2006.

## Histoire
De 1975 à 1998, le village appartenait administrativement à la voïvodie de Radom.